# Sesheke
Sesheke es una ciudad situada en la provincia Occidental, Zambia. Se encuentra en la frontera con Namibia, a orillas del río Zambeze. Tiene una población de 33.447 habitantes, según el censo de 2010.